# Himno nacional de Argelia
El himno nacional de Argelia es Qasaman (en árabe: قسماً‎; Kassaman en transliteración francesa), que significa «juramos». Fue adoptado como tal en 1963, luego de que el país se independizara de Francia. La letra fue escrita por el poeta argelino Moufdi Zakaria, el 25 de abril de 1955, mientras estaba encarcelado por las fuerzas coloniales francesas en su celda de la prisión de Barbarroja. Fue primero un llamado a la resistencia y se convirtió, después de la independencia, en el himno nacional oficial de la República de Argelia. La música actual, que es la tercera versión musical de la obra, es la compuesta por el compositor egipcio Mohammed Fawzi. Es uno de los pocos himnos que tiene en su contenido la referencia a otro país, que en este caso es Francia. La polémica que generó la amputación de uno de sus cinco versículos fue tan importante que el mismo presidente tuvo que intervenir. En su libro «Los intelectuales de la Revolución argelina», Larbi Zbiri, militar y escritor argelino, escribió que en un principio, el himno nacional fue titulado "Fach'hadou" ("Sean testigos") pero que después el título fue cambiado.

## Letra enárabe
Fuente.
Qassaman Binnazilat Ilmahiqat قسما بالنازلات الماحقات
Waddimaa Izzakiyat Ittahirat  و الدماء الزاكيات الطاهرات
Walbonood Illamiaat Ilkhafiqat و البنود اللامعات الخافقات
F'Iljibal Ishshamikhat Ishshahiqat في الجبال الشامخات الشاهقات
Nahno Thurna Fahayaton Aw ma mamaat نحن ثرنا فحياة أو ممات
Wa Aqadna Alazma An Tahya Aljazair و عقدنا العزم أن تحيا الجزائر
Fashhadoo! Fashhadoo! Fashhadoo! فاشهدوا.. فاشهدوا.. فاشهدوا..
Nahno Jondon Fi Sabil Il hakki Thorna نحن جند في سبيل الحق ثرنا
Wa Ila Isstiqlalina Bilharbi Kumna. و إلى استقلالنا بالحرب قمنا
Lam Yakon Yossgha Lana Lamma Natakna لم يكن يصغى لنا لما نطقنا
Fattakhathna Rannat Albaroodi Wazna.فاتخذنا رنة البارود وزنا
Wa Azafna Naghamat Alrashshashi Lahna و عزفنا نغمة الرشاش لحنا
Wa Aqadna Alazmat An Tahya Aljazair. وعقدنا العزم أن تحيا الجزائر
Fashhadoo! Fashhadoo! Fashhadoo! فاشهدوا.. فاشهدوا.. فاشهدوا..
Ya Faransaa, qad matha waktu l`itab يا فرنسا قد مضى وقت العتاب
Wa taweynahu kama yutwa lkitab و طويناه كما يطوى الكتاب
Ya Faransa inna tha yawmu lhisab يا فرنسا ان ذا يوم الحساب
Fasta`iddee wakhudhee minna ljawab فاستعدي وخذي منا الجواب
Inna fee thawratinaa faslal khitab ان في ثورتنا فصل الخطاب
Wa Aqadna Alazma An Tahya Algazair و عقدنا العزم ان تحيا الجزائر
Fashhadoo! Fashhadoo! Fashhadoo! فاشهدوا.. فاشهدوا.. فاشهدوا..
Nahno min Abtalina Nadfaoo Jonda نحن من أبطالنا ندفع جنــــــدا
Wa Ala Ashlaina Nassnaoo Majda. وعلى أشـلائنا نصنع مجــــدا
Wa Ala Arouahena Nassaado Kholda. وعلى أرواحنا نصعد خـــــلدا
Wa Ala Hamatina Narfao Bandaa. وعلى هامــاتنا نرفع بنــــــدا
Gabhato' Ltahreeri Aataynaki Ahda جبهة التـحرير أعطيناك عـهدا
Wa Aqadna Alazma An Tahya Aljazair. وعقدنا العزم أن تـحيا الجزائر
Fashhadoo! Fashhadoo! Fashhadoo! فاشهدوا.. فاشهدوا.. فاشهدوا..
Sarkhato 'lawtani min Sah Ilfida صرخة الأوطان من ساح الفدا
Issmaooha Wasstageebo Linnida  اسـمعوها واستجــيبوا للنــــدا
Waktobooha Bidimaa Ilshohadaa واكـــتبوها بـــدماء الــشهــداء
Wakraooha Libany Iljeeli ghada. واقرأوهــا لبني الـجـيل غــــدا
Kad Madadna Laka Ya Majdo Yada قد مددنا لـك يا مـــجد يــــدا
Wa Aqadna Alazma An Tahya Aljazair. وعقدنا العزم أن تـحيا الجزائر
Fashhadoo! Fashhadoo! Fashhadoo! فاشهدوا.. فاشهدوا.. فاشهدوا..

## Himno enespañol
Versión al español publicada por la embajada de Argelia en España.
Juramos, por las tempestades devastadoras caídas sobre nosotros
Por nuestra sangre noble y pura generosamente vertida
Por los resplandecientes estandartes ondeando en los vientos
Sobre las cimas altanas de nuestras orgullosas montañas
Que hemos levantado por la vida o por la muerte
Porque hemos decidido que Argelia vivirá
Sean testigos (3x)
Somos los que combaten por el triunfo del derecho
Por nuestra independencia, hemos ido a la guerra
Nadie escuchaba nuestras reivindicaciones
Las hemos gritado a ritmo del cañón
Y martilladas al compás de las ametralladoras
Porque hemos decidido que Argelia vivirá
Sean testigos
Oh Francia, se acabó el tiempo de las palabras
Hemos acabado con ellas como cuando acabamos un libro
Oh Francia, ha llegado el día en que tienes que rendir cuentas
Prepárate, he aquí nuestra contestación
El veredicto, nuestra Revolución lo pronunciará
Porque hemos decidido que Argelia vivirá
Sean testigos
Nuestros valientes formarán nuestros batallones
Nuestros restos mortales serán el tributo de nuestra gloria
Y nuestras vidas las de nuestra inmortalidad
Levantaremos nuestra bandera bien alta por encima de nuestras cabezas
Frente de Liberación, te hemos jurado fidelidad
Porque hemos decidido que Argelia vivirá
Sean testigos
Desde los campos de batalla, se alza la llamada de la Patria
Escúchenla y obedezcan!
Escríbanla con el sangre de los mártires
Y enséñenla a las generaciones venideras
Oh Gloria, hacia ti tendemos la mano
Porque hemos decidido que Argelia vivirá
Sean testigos